# 100 mètres masculin aux championnats du monde d'athlétisme 2007
Navigation
Helsinki 2005 Berlin 2009
L'épreuve du 100 mètres masculin des championnats du monde d'athlétisme 2007 s'est déroulée les 25 et 26 août 2007 dans le Stade Nagai d'Osaka au Japon. Elle est remportée par l'Américain Tyson Gay.
68 athlètes étaient inscrits. Ils ont couru les séries éliminatoires et les quarts de finale le 25 août, les demi-finales et la finale le 26.

## Médaillés
| Or        | Argent         | Bronze       |
| Tyson Gay | Derrick Atkins | Asafa Powell |

## Résultats

### Finale (26 août)
| Rang               | Pays                   | Athlète          | Temps   | Notes |
| ------------------ | ---------------------- | ---------------- | ------- | ----- |
| Médaille d'or      | États-Unis             | Tyson Gay        | 9 s 85  |       |
| Médaille d'argent  | Bahamas                | Derrick Atkins   | 9 s 91  | NR    |
| Médaille de bronze | Jamaïque               | Asafa Powell     | 9 s 96  |       |
| 4                  | Nigeria                | Olusoji Fasuba   | 10 s 07 | SB    |
| 5                  | Antilles néerlandaises | Churandy Martina | 10 s 08 |       |
| 6                  | Royaume-Uni            | Marlon Devonish  | 10 s 14 |       |
| 7                  | Slovénie               | Matic Osovnikar  | 10 s 23 |       |
| 8                  | Trinité-et-Tobago      | Marc Burns       | 10 s 29 |       |

### Demi-finales (26 août)
Il y eut deux demi-finales. Les quatre premiers de chaque course se sont qualifiés pour la finale.
| Rang | Pays                       | Athlète           | Temps        |
| ---- | -------------------------- | ----------------- | ------------ |
| 1    | Bahamas                    | Derrick Atkins    | 10 s 04 Q    |
| 2    | Jamaïque                   | Asafa Powell      | 10 s 08 Q    |
| 3    | Slovénie                   | Matic Osovnikar   | 10 s 17 Q    |
| 4    | Trinité-et-Tobago          | Marc Burns        | 10 s 21 Q    |
| 5    | Saint-Christophe-et-Niévès | Kim Collins       | 10 s 21 (SB) |
| 6    | Royaume-Uni                | Craig Pickering   | 10 s 29      |
| 7    | Antigua-et-Barbuda         | Brendan Christian | 10 s 29      |
| 8    | Japon                      | Nobuharu Asahara  | 10 s 36      |

| Rang | Pays                   | Athlète            | Temps        |
| ---- | ---------------------- | ------------------ | ------------ |
| 1    | États-Unis             | Tyson Gay          | 10 s 00 Q    |
| 2    | Royaume-Uni            | Marlon Devonish    | 10 s 12 Q    |
| 3    | Antilles néerlandaises | Churandy Martina   | 10 s 15 Q    |
| 4    | Nigeria                | Olusoji Fasuba     | 10 s 18 Q    |
| 5    | Royaume-Uni            | Mark Lewis-Francis | 10 s 19      |
| 6    | Canada                 | Anson Henry        | 10 s 20 (SB) |
| 7    | Jamaïque               | Nesta Carter       | 10 s 28      |
| 8    | Jamaïque               | Clement Campbell   | 10 s 28      |

### Quarts de finale (25 août)
Il y eut quatre séries. Les quatre premières de chaque course se sont qualifiées pour les demi-finales.
| Rang | Pays              | Athlète           | Temps          |
| ---- | ----------------- | ----------------- | -------------- |
| 1    | Jamaïque          | Asafa Powell      | 10 s 01 Q      |
| 2    | Bahamas           | Derrick Atkins    | 10 s 02 Q      |
| 3    | Slovénie          | Matic Osovnikar   | 10 s 13 Q (RN) |
| 4    | Japon             | Nobuharu Asahara  | 10 s 16 Q      |
| 5    | Italie            | Rosario La Mastra | 10 s 32        |
| 6    | Pologne           | Dariusz Kuc       | 10 s 37        |
| 7    | France            | Martial Mbandjock | 10 s 39        |
| 8    | Trinité-et-Tobago | Richard Thompson  | 10 s 44        |

| Rang | Pays              | Athlète               | Temps     |
| ---- | ----------------- | --------------------- | --------- |
| 1    | États-Unis        | Tyson Gay             | 10 s 06 Q |
| 2    | Royaume-Uni       | Marlon Devonish       | 10 s 13 Q |
| 3    | Nigeria           | Olusoji Fasuba        | 10 s 24 Q |
| 4    | Jamaïque          | Clement Campbell      | 10 s 28 Q |
| 5    | Italie            | Simone Collio         | 10 s 31   |
| 6    | Trinité-et-Tobago | Keston Bledman        | 10 s 33   |
| 7    | Espagne           | Ángel David Rodríguez | 10 s 39   |
| 8    | Slovénie          | Jan Žumer             | 10 s 44   |

| Rang | Pays                   | Athlète            | Temps          |
| ---- | ---------------------- | ------------------ | -------------- |
| 1    | Antilles néerlandaises | Churandy Martina   | 10 s 10 Q      |
| 2    | Royaume-Uni            | Mark Lewis-Francis | 10 s 17 Q (SB) |
| 3    | Canada                 | Anson Henry        | 10 s 20 Q (SB) |
| 4    | Jamaïque               | Nesta Carter       | 10 s 23 Q      |
| 5    | États-Unis             | J-Mee Samuels      | 10 s 29        |
| 6    | Australie              | Patrick Johnson    | 10 s 29        |
| 7    | Afrique du Sud         | Sherwin Vries      | 10 s 36        |
| 8    | Roumanie               | Florin Suciu       | 10 s 41        |

| Rang | Pays                       | Athlète           | Temps     |
| ---- | -------------------------- | ----------------- | --------- |
| 1    | Royaume-Uni                | Craig Pickering   | 10 s 21 Q |
| 2    | Trinité-et-Tobago          | Marc Burns        | 10 s 21 Q |
| 3    | Antigua-et-Barbuda         | Brendan Christian | 10 s 26 Q |
| 4    | Saint-Christophe-et-Niévès | Kim Collins       | 10 s 30 Q |
| 5    | Japon                      | Naoki Tsukahara   | 10 s 31   |
| 6    | Brésil                     | Vicente de Lima   | 10 s 38   |
| 7    | Cuba                       | Henry Vizcaino    | 10 s 40   |
| 8    | Australie                  | Joshua Ross       | 10 s 42   |

### Séries (25 août)
Il y eut huit séries. Les trois premiers de chaque course ainsi que les huit meilleurs temps se sont qualifiés pour les quarts de finale.
| Rang | Pays                       | Athlète             | Temps          |
| ---- | -------------------------- | ------------------- | -------------- |
| 1    | Japon                      | Nobuharu Asahara    | 10 s 14 Q (SB) |
| 2    | États-Unis                 | Tyson Gay           | 10 s 19 Q      |
| 3    | Afrique du Sud             | Sherwin Vries       | 10 s 30 Q      |
| 4    | Saint-Christophe-et-Niévès | Kim Collins         | 10 s 34 q      |
| 5    | Brésil                     | José Carlos Moreira | 10 s 46        |
| 6    | Indonésie                  | Muhammad Patoniah   | 10 s 92 (PB)   |
| 7    | Îles Mariannes du Nord     | Tyrone Omar         | 11 s 00        |
| 8    | Fidji                      | Iowane Dovumatua    | 11 s 09        |
| 9    | Kiribati                   | Tim Natua           | 11 s 51        |

| Rang | Pays               | Athlète               | Temps          |
| ---- | ------------------ | --------------------- | -------------- |
| 1    | Antigua-et-Barbuda | Brendan Christian     | 10 s 16 Q (SB) |
| 2    | Royaume-Uni        | Craig Pickering       | 10 s 24 Q      |
| 3    | Bahamas            | Derrick Atkins        | 10 s 25 Q      |
| 4    | Nigeria            | Olusoji Fasuba        | 10 s 27 q      |
| 5    | Brésil             | Sandro Viana          | 10 s 46        |
| 6    | Malte              | Darren Gilford        | 10 s 92        |
| 7    | Anguilla           | Keiron Rogers         | 11 s 05        |
| 8    | Guinée équatoriale | Reginaldo Micha Ndong | 11 s 59 (SB)   |

| Rang | Pays                      | Athlète               | Temps        |
| ---- | ------------------------- | --------------------- | ------------ |
| 1    | Royaume-Uni               | Marlon Devonish       | 10 s 13 Q    |
| 2    | Slovénie                  | Matic Osovnikar       | 10 s 21 Q    |
| 3    | Italie                    | Simone Collio         | 10 s 22 Q    |
| 4    | Sierra Leone              | Gibrilla Pato Bangura | 10 s 50      |
| 5    | République centrafricaine | Béranger Bosse        | 10 s 59      |
| 6    | Nauru                     | JJ Capelle            | 11 s 02 (PB) |
| 7    | Macao                     | Hin Fong Pao          | 11 s 21 (PB) |
|      | Portugal                  | Francis Obikwelu      | DQ           |

| Rang | Pays              | Athlète               | Temps        |
| ---- | ----------------- | --------------------- | ------------ |
| 1    | Trinité-et-Tobago | Richard Thompson      | 10 s 29 Q    |
| 2    | Canada            | Anson Henry           | 10 s 31 Q    |
| 3    | Espagne           | Ángel David Rodríguez | 10 s 37 Q    |
| 4    | Burkina Faso      | Idrissa Sanou         | 10 s 61      |
| 5    | Équateur          | Franklin Nazareno     | 10 s 73      |
| 6    | Îles Salomon      | Chris Meke Walasi     | 11 s 07 (SB) |
| 7    | Samoa américaines | Sloane Sanitoa        | 12 s 64 (PB) |
| 8    | États-Unis        | Mark Jelks            | 13 s 64      |

| Rang | Pays            | Athlète                   | Temps        |
| ---- | --------------- | ------------------------- | ------------ |
| 1    | Cuba            | Henry Vizcaino            | 10 s 21 Q    |
| 2    | Jamaïque        | Clement Campbell          | 10 s 31 Q    |
| 3    | Brésil          | Vicente de Lima           | 10 s 34 Q    |
| 4    | États-Unis      | J-Mee Samuels             | 10 s 39 q    |
| 5    | Gabon           | Wilfried Bingangoye       | 10 s 53      |
| 6    | Arabie saoudite | Yahya Hassan Habeeb       | 10 s 65      |
| 7    | Tonga           | Aisea Tohi                | 11 s 10 (PB) |
| 8    | Brunei          | Muhammad Haziq Haji Awang | 11 s 22 (PB) |

| Rang | Pays              | Athlète           | Temps     |
| ---- | ----------------- | ----------------- | --------- |
| 1    | Trinité-et-Tobago | Keston Bledman    | 10 s 29 Q |
| 2    | Jamaïque          | Asafa Powell      | 10 s 34 Q |
| 3    | France            | Martial Mbandjock | 10 s 36 Q |
| 4    | Roumanie          | Florin Suciu      | 10 s 38 q |
| 5    | Guinée-Bissau     | Holder da Silva   | 10 s 68   |
| 6    | Azerbaïdjan       | Ruslan Abbasov    | 10 s 72   |
| 7    | Monténégro        | Boris Savić       | 10 s 88   |
| 8    | Guinée            | Moussa Camara     | 11 s 49   |

| Rang | Pays                        | Athlète           | Temps          |
| ---- | --------------------------- | ----------------- | -------------- |
| 1    | Jamaïque                    | Nesta Carter      | 10 s 17 Q      |
| 2    | Japon                       | Naoki Tsukahara   | 10 s 20 Q (PB) |
| 3    | Australie                   | Patrick Johnson   | 10 s 25 Q      |
| 4    | Italie                      | Rosario La Mastra | 10 s 27 q (PB) |
| 5    | Monaco                      | Sébastien Gattuso | 10 s 55 (RN)   |
| 6    | Suriname                    | Jurgen Themen     | 10 s 96 (PB)   |
| 7    | États fédérés de Micronésie | Jack Howard       | 11 s 03 (SB)   |
| 8    | Île Norfolk                 | Dayne O'Hara      | 11 s 86 (PB)   |
|      | Qatar                       | Samuel Francis    | DNF            |

| Rang | Pays                   | Athlète            | Temps        |
| ---- | ---------------------- | ------------------ | ------------ |
| 1    | Antilles néerlandaises | Churandy Martina   | 10 s 16 Q    |
| 2    | Royaume-Uni            | Mark Lewis-Francis | 10 s 21 Q    |
| 3    | Trinité-et-Tobago      | Marc Burns         | 10 s 22 Q    |
| 4    | Australie              | Joshua Ross        | 10 s 34 q    |
| 5    | Pologne                | Dariusz Kuc        | 10 s 42 q    |
| 6    | Slovénie               | Jan Žumer          | 10 s 45 q    |
| 7    | Tchad                  | Mounir Mahadi      | 11 s 24      |
| 8    | Afghanistan            | Waleed Anwari      | 11 s 75 (SB) |